# Hoot Mon
Hoot Mon, född 1944 på Castleton Lyons i Kentucky i USA, död 2 augusti 1965 på Hanover Shoe Farms i Pennsylvania i USA, var en amerikansk standardhäst som tävlade mellan 1946 och 1947. Han var även mycket framgångsrik som avelshingst och lämnade efter sig bland annat fyra vinnare i Hambletonian Stakes.

## Historia
Hoot Mon föddes 1944 efter Scotland och undan ostartade stoet Missey, och sattes som tvååring i träning hos Fred Egan. Tidigt under debutsäsongen flyttades han till Sep Palin, där de stora framgångarna skulle komma. Som treåring tog han många segrar i större insatslopp, bland annat Hambletonian Stakes och Kentucky Futurity.

### Avelskarriär
På senvåren 1948 köptes Hoot Mon av Hanover Shoe Farms, och stallades där upp som avelshingst. Hoot Mon blev känd som "Hambletonianhingsten", efter att ha producerat fyra vinnare i Hambletonian Stakes; Helicopter, Scott Frost, Blaze Hanover och A.C.s Viking. Han är även morfar till Ayres, som vann 1964 års upplaga av Hambletonian Stakes. Hennes avkomma Scott Frost skulle bli den första travare som lyckades vinna Triple Crown of Harness Racing for Trotters, då denne segrat i Hambletonian Stakes, Yonkers Trot och Kentucky Futurity. Även Dart Hanover, som segrade i Elitloppet (1972) och Prix d'Amérique (1973) är efter Hoot Mon.
Hoot Mon avled den 2 augusti 1965 på Hanover Shoe Farms, 21 år gammal.